# Espinho
Espinho – miejscowość w Portugalii, leżąca w dystrykcie Aveiro, w regionie Północ w podregionie Grande Porto, jest siedzibą gminy o tej samej nazwie.

## Krótki opis
Znajduje się na słynnym portugalskim Costa Verde, około 15 km od Porto i około 50 km od Aveiro. Espinho otrzymało prawa miejskie w 1973 roku i jest jedną z najmniejszych gmin w Portugalii. Nazwa miasta oznacza kolec. Miejscowość jest kurortem położonym w strefie, gdzie zalegalizowany jest hazard (kasyno Solverde). Znajdują się tu również obszary targowe, a same targi Feira de Espinho są organizowane od 1894 i znane w całej Portugalii. Poza tym odbywa się tu CINANIMA – Festival Internacional de Cinema de Animação – międzynarodowy festiwal animacji.

## Demografia
| Liczba ludności gminy Espinho (1900–2011) | Liczba ludności gminy Espinho (1900–2011) | Liczba ludności gminy Espinho (1900–2011) | Liczba ludności gminy Espinho (1900–2011) | Liczba ludności gminy Espinho (1900–2011) | Liczba ludności gminy Espinho (1900–2011) | Liczba ludności gminy Espinho (1900–2011) | Liczba ludności gminy Espinho (1900–2011) |
| ----------------------------------------- | ----------------------------------------- | ----------------------------------------- | ----------------------------------------- | ----------------------------------------- | ----------------------------------------- | ----------------------------------------- | ----------------------------------------- |
| 1900                                      | 1930                                      | 1960                                      | 1981                                      | 1991                                      | 2001                                      | 2004                                      | 2011                                      |
| 3691                                      | 11 736                                    | 23 084                                    | 32 409                                    | 34 956                                    | 33 701                                    | 31 703                                    | 31 786                                    |

## Sport
Miasto jest siedzibą dwóch klubów sportowych: Sporting Clube de Espinho i Associação Académica de Espinho.

## Sołectwa
Sołectwa gminy Espinho (ludność wg stanu na 2011 r.)
- Anta – 10 363 osoby
- Espinho – 9832 osoby
- Guetim – 1403 osoby
- Paramos – 3515 osób
- Silvalde – 6673 osoby